# Мислакув (Лодзинське воєводство)
Мислакув (пол. Mysłaków) — село в Польщі, у гміні Неборув Ловицького повіту Лодзинського воєводства.
Населення — 1092 особи (2011).
У 1975-1998 роках село належало до Скерневицького воєводства.

## Демографія
Демографічна структура станом на 31 березня 2011 року:
|          | Загалом | Допрацездатний вік | Працездатний вік | Постпрацездатний вік |
| -------- | ------- | ------------------ | ---------------- | -------------------- |
| Чоловіки | 525     | 107                | 368              | 50                   |
| Жінки    | 567     | 114                | 330              | 123                  |
| Разом    | 1092    | 221                | 698              | 173                  |